# ام۶ای۱ آیچی
ام۶ای۱ آیچی (به انگلیسی: Aichi_M6A) یک هواگرد از نوع اژدر افکن و ضد زیردریایی ساخت شرکت آیچی کوکوکی است. هواگرد ام۶ای۱ آیچی نخستین پروازش را در ۱۹۴۳ میلادی انجام داد. این هواگرد در سال ۱۹۴۵ میلادی رسماً معرفی گردید و در سال‌های ۱۹۴۳–۱۹۴۵ تولید شده‌است. در مجموع، تعداد ۲۹ فروند از این هواگرد ساخته شده‌است.